# Arnaldo Trevisan
Arnaldo Trevisan (Mirano, 25 gennaio 1966 – Padova, 16 maggio 1988) è stato un poliziotto italiano, Medaglia d'oro al valor civile.

## Biografia
Nel 1984 appena diplomato geometra all'Istituto "8 marzo" di Mirano si arruolò nella Polizia di Stato, frequentò il corso allievi agenti ausiliari, poi fu assegnato in forza presso il II Reparto Celere di Padova. Tra il 1985 e 1986 fu di servizio presso la Questura di Venezia. Per alcune volte fu distaccato a Palermo nei Servizi Speciali.
Il 16 maggio 1988 era di servizio di "Volante" presso la stazione ferroviaria di Padova quando fu ucciso, a soli 22 anni, da un giovane criminale che inseguiva perché aveva rapinato un ufficio postale.
Il Comune di Mirano lo ha onorato il 24 maggio 2006 intitolando, alla presenza del fratello Alberto Trevisan (ex sindaco di Mirano), l'auditorium della sede del Distretto scolastico di Mirano dove aveva studiato e dedicandogli una strada  nella frazione di Scaltenigo.

## Onorificenze
Il 19 aprile 1992 il Presidente della repubblica lo ha insignito, alla memoria, di Medaglia d'oro al valor civile.